# Manhattan Transfer (roman)
Manhattan Transfer is een experimentele roman van de Amerikaanse schrijver John Dos Passos, verschenen in 1925. Het boek schetst een beeld van Manhattan in het eerste kwartaal van de twintigste eeuw en volgt personen uit verschillende milieus, wier levens met elkaar verweven worden. De Nederlandse vertaling is van Guido Golüke, dateert uit 1985 en telt 429 bladzijden.

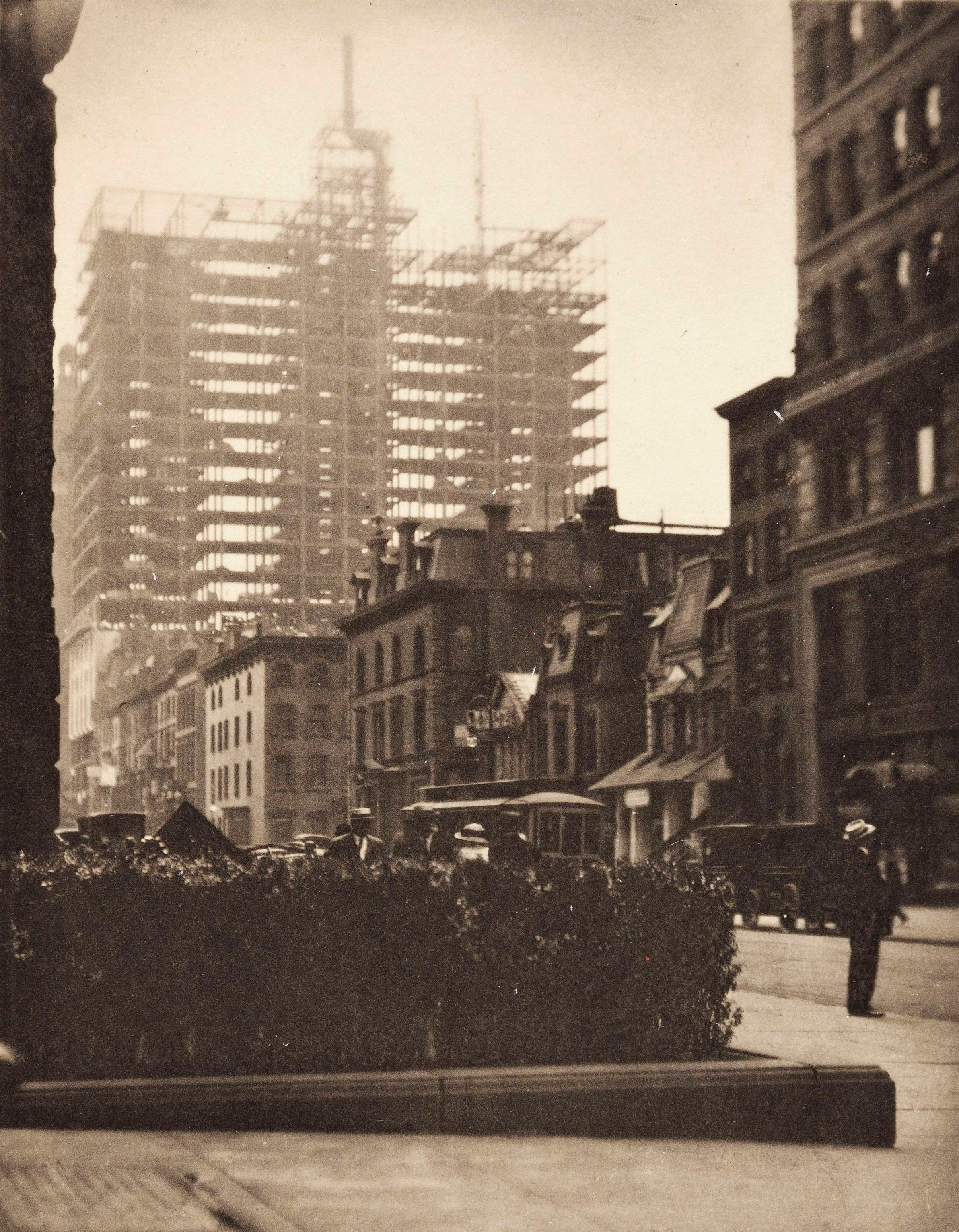
Groeiend New York, begin 20e eeuw: centraal thema in 'Manhattan Transfer'
(foto Alfred Stieglitz)

## Inhoud
Manhattan Transfer heeft in wezen slechts één duidelijke hoofdpersoon: de megapolis New York. De lotgevallen van de stad worden beschreven in een reeks van overlappende verhalen en diverse personages die in deze melting pot verzeild zijn geraakt. Dos Passos beschrijft een stad die langzaam groot wordt en in zekere zin ook volwassen, tegelijk met een aantal van haar hoofdpersonen, zoals danseres Ellen Thatcher en matroos Congo Jake. Het voornaamste personage is Jimmy Herf, die als klein jongetje met zijn rijke moeder in de stad verzeild is geraakt. De lotgevallen van Herf kunnen gezien worden als een autobiografische projectie van Dos Passos zelf, die zijn belevenissen als journalist en links-revolutionair schetst van het begin van de Twintigste Eeuw, via de Eerste Wereldoorlog tot aan de roaring twenties. Uiteindelijk ontstaat een gevarieerd beeld van alle lagen en standen van de bevolking, tegen de achtergrond van een snelle en altijd voortrazende metropool, met als terugkerend symbool de gillende brandweerwagen, altijd op weg om het vuur te blussen.
De introductie bij de Nederlandse editie uit 1985 meldt: “De karakters komen en gaan, soms in een sneltreinvaart, hebben succes of belanden in de goot, proberen hun slag te slaan in de socialistische revolutie of met het ontwerpen van een droomproject: de wolkenkrabber. Er wordt gedanst en gezongen door de mensen die op succes in de theaterwereld hopen. Bij teleurstellingen worden ze met alcohol volgegoten door de bootleggers, de dranksmokkelaars, en de speculatie gaat maar door”. Het is een vreemde en vervreemdende, vaak uitzichtloze wereld, ingewikkeld en grimmig, vol tegenslagen en catastrofes. De nadruk wordt daarbij gelegd op de donkere zijde van het stadsleven, maar kenmerkend voor het boek is tevens het menselijke ervan: in de kern ervan is ook altijd weer humor en vrolijkheid te vinden, zonder moraal.

## Duiding en waardering
Manhattan Transfer wordt gezien als Dos Passos’ eerste experimentele roman en in die zin beschouwd als voorloper op zijn trilogie U.S.A. (1937), waarin hij zijn modernistische technieken nog verder uitwerkt. Typerend is zijn collage-achtige, filmische benadering, met korte, elkaar overlappende fragmenten, in verschillende, vaak ook lyrische vertelstijlen, veelvuldig gebruikmakend van stream of consciousness. Don Passos werd romantechnisch sterk beïnvloed door James Joyce' Ulysses (1922), T. S. Eliot's The Waste Land en de films van Sergei Eisenstein.
Sinclair Lewis prees de roman na verschijnen als "een literaire gebeurtenis van het hoogste belang". Ernest Hemingway schreef dat Dos Passos de enige is "die in staat is de Europeanen te laten zien waar ze in terechtkomen als ze naar New York reizen". Omwille van het centraal stellen van een metropool wordt de roman ook wel vergeleken met Alfred Döblins Berlin Alexanderplatz . Binnen de Nederlandse literatuur heeft Manahattan Transfer sterke invloed gehad op Louis Paul Boon.
In 1999 werd Manhattan Transfer op plaats 78 gekozen tijdens de verkiezing van Le Mondes 100 Boeken van de Eeuw.

## Twee citaten
- Er was Babylon en er was Ninivé, beide van baksteen gebouwd. Athene was gebouwd van goudmarmeren zuilen. Rome steunde op brede bogen van puin. In Constantinopel vlammen de minaretten als grote kaarsen rond de Gouden Hoorn… Staal, glas, tegels en beton worden de materialen voor de wolkenkrabbers. Op het smalle eiland, samendrommend zullen de miljoenramige gebouwen glinsterend omhoogsteken, piramide op piramide als de witte wolkenkoppen boven een onweersbui.
- Overal langs de relingen waren gezichten; in de patrijspoorten waren gezichten. Van lijwaarts kwam een verschaalde lucht van de buikige stomer die licht slagzij makend voor anker lag met de gele quarantainevlag slapjes aan de voormast.
- ‘Ik heb er een miljoen voor over’, zei de oude man even op zijn riemen steunend, ‘om te weten waarvoor ze hier komen’.
- ‘Nou gewoon pa’, zei de jongeman die op de achterplecht zat, ‘Dit is toch het land met toekomst?’
- ‘Toen ik jong was waren het de Ierse wilden die in het voorjaar met de eerste scholen elft kwamen… Nou is er geen elft meer, en die lui, God mag weten waar die vandaan komen.’
- ‘Dit is het land van de toekomst.’